# Pisgah (Alabama)
Pisgah es un pueblo ubicado en el condado de Jackson en el estado estadounidense de Alabama. En el censo de 2000, su población era de 706.

## Demografía
En el 2000 la renta per cápita promedia del hogar era de $ 28.750$, y el ingreso promedio para una familia era de 36.250$. El ingreso per cápita para la localidad era de 14.503$. Los hombres tenían un ingreso per cápita de 26.146$ contra 17.917$ para las mujeres.

## Geografía
Pisgah está situado en 34°41′6″N 85°50′48″O / 34.68500, -85.84667 (34.685022, -85.846575).
Según la Oficina del Censo de los EE. UU., la ciudad tiene un área total de 4.80 millas cuadradas (12.43 km²).